# Бердичевское гетто
Бердичевское гетто (7 августа 1941 — 3 ноября 1941) — еврейское гетто, место принудительного переселения евреев Бердичева в процессе преследования и уничтожения евреев во время оккупации территории Украины войсками нацистской Германии в период Второй мировой войны.

## Оккупация Бердичева и создание гетто
Бердичев был оккупирован войсками вермахта с 8 июля 1941 года по 5 января 1944 года.
7-9 августа оккупанты начали осуществлять массовое переселение всех евреев Бердичева из их жилищ в гетто, под которое был отведён район бердичевской бедноты Ятки, находившийся в еврейской части города между городским базаром и речкой Гнилопять. При этом разрешалось взять с собой в гетто только одежду и постель.
К 22 августа 1941 года всё еврейское население Бердичева, находившееся в городе, было загнано в гетто. С начала и до конца августа оккупанты систематически осуществляли расстрелы евреев, схваченных в ходе облав, проводившихся вне территории гетто.
25 августа 1941 года в Бердичев прибыл штаб «высшего фюрера СС и полиции Россия-Юг» обергруппенфюрера СС Еккельна. Его штабная рота уже в день прибытия расстреляла в городе 546 евреев.
27 августа 1941 года большую группу (около 2000 человек) вывезли в район села Быстрик и там расстреляли.
28 августа 1941 года гитлеровцы произвели расстрел евреев и военнопленных, пригнанных ими в Историко-мемориальный заповедник. Впоследствии Комиссией по установлению и расследованию злодеяний немецко-фашистских захватчиков раскопкой в указанном пленным лётчиком месте двора цитадели было обнаружено 960 человеческих трупов, преимущественно мужчин, одетых, большей частью, в гражданскую одежду. Часть трупов была в военной форме без ремней. На всех трупах были обнаружены огнестрельные повреждения в затылочной области черепа.
4 сентября 1941 года гитлеровцы расстреляли 1303 человек, среди которых 876 были женщинами и детьми.
5 сентября 1941 года был проведён расстрел евреев вблизи полотна узкоколейной железной дороги на участке между сёлами Быстрик и Хажин. При расследовании злодеяния оккупантов на этом месте были обнаружены и вскрыты две огромные ямы-могилы, в которых было выявлено 10656 трупов людей всех возрастов, одетых в гражданскую одежду.
Массовый расстрел узников Бердичевского гетто был проведён 15 сентября 1941 года. Эйнзацкоманда, входившая в состав эйнзацгруппы «С», вместе с вспомогательной украинской полицией вывезли из гетто 18 640 (12 тысяч) евреев и уничтожили их в районе хуторов Романовка и Шлемарка. Чтобы заглушить крики жертв, весь день над местом расстрела кружились 4 трёхмоторных немецких самолёта.
В почти полностью обезлюдевшее после сентябрьской расправы Бердичевское гетто на протяжении последующих дней тайком пробирались евреи, бежавшие из окрестных сёл, небольших посёлков и хуторов, где также производилось поголовное истребление еврейского населения местными полицаями, сопровождавшееся разграблением имущества жертв, издевательствами и надругательством над ними. Здесь, в Бердичеве, они надеялись как-то уцелеть. Некоторые из них умудрялись найти прибежище и вне территории гетто.
Однако уже с начала октября 1941 года оккупанты вновь начали проводить облавы на евреев в районах города за пределами гетто, привлекая к проведению этих облав местных полицаев. Продолжались и спонтанные грабежи и расстрелы узников гетто.
3 октября 1941 года в районе совхоза Сокулино было расстреляно более 3 тысяч евреев.
3 ноября 1941 года оккупанты подготовили и осуществили очередной массовый расстрел евреев Бердичева. Жертвами этого расстрела стало около 2 тысяч узников Бердического гетто, среди которых были и 400 специалистов разных профессий и члены их семей, отобранных городской управой во время проведения предыдущих кровавых акций.

## Уничтожение гетто
3 ноября 1941 года Бердичевское гетто было окончательно ликвидировано. 150 мастеров-ремесленников были заключены в лагерь на Лысой (Красной) горе. В апреле 1942 г. были расстреляны 70 евреек, бывших замужем за неевреями, и их дети. 16 июля 1942 года в тире бывшего 14-го кавалерийского полка Красной Армии на Лысой Горе солдаты лагерной охраны и местные полицаи расстреляли 700 человек из схваченных в облавах из соседних сёл и доставленных в лагерь СД еврейских девушек и подростков, а также и 230 мастеровых и других специалистов из барака № 1. Расстрелы евреев и военнопленных на Лысой Горе не прекращались. В городской тюрьме, также, как и в лагере СД на Лысой Горе издевательства над узниками и расстрелы были ежедневной обыденностью. В ходе расследования зверств немецко-фашистских оккупантов и их пособников, местных полицаев, в Бердичеве на территории городской тюрьмы были выявлены и вскрыты две ямы, в которых было обнаружено около 300 обгоревших трупов. На всех трупах были пулевые отверстия в затылочной части черепа.
После освобождения Бердичева 5 января 1944 г. в городе оставалось в живых 15 евреев.